# Kalveboderne
Kalveboderne ist die Bucht zwischen Amager und Seeland, die stellenweise eher den Charakter einer Salzwiese hat. Sie hatte früher eine Fläche von ungefähr 20 km², wurde aber durch Landgewinnung und Auffüllung über die Jahre kleiner und maß in den 2000er Jahren noch ungefähr 4,3 km². Die Tiefe variiert zwischen 0,5 m und 2 m.
In der Bucht gibt es vier Schifffahrtskanäle. Der Kalvebodlob verläuft entlang der Ostküste des Kalveboderne und verbindet den Hafen Kopenhagen mit der Køge Bugt. Die Fahrrinne ist 3,7 m tief, die Durchfahrt unter der Kalvebodbrücken 35 m breit und 16 m hoch. Der Sorterende ‚Schwarzer Kanal‘ verbindet den Hafen von Hvidovre mit der Køge Bugt. Er ist zwei bis vier Meter tief und verläuft unter der Sorterendebro hindurch, die eine 35 m breite und sieben Meter hohe Durchfahrt bietet. Der Søndrerende (Süd Kanal) oder Søndre Løb (Süd Lauf) ist 2,5 m tief und verbindet die Nordenden von Kalvebodlob und Sorterende. Ein namenloser drei Meter tiefer Kanal verbindet den Sorterende und den Kalvebodlob im südlichen Teil der Bucht.

## Name
Eine Quelle führt den Namen Kalvebod auf kleine (kalbartige) Unterwasserscherben (bothi auf Altdänisch) zurück, demnach war Kalveboderne das Gewässer mit den kleinen Unterwasserscherben. Es gibt aber auch die These einer Namensverwandtschaft mit dem Wort Bodden, das vermutlich niederdeutschen Ursprungs ist.